# Równanie funkcyjne Cauchy’ego
Równanie funkcyjne Cauchy’ego to równanie funkcyjne zadane wzorem:
{\displaystyle f(x+y)=f(x)+f(y).}
Funkcję spełniającą dane równanie nazywamy addytywną. Rozwiązaniami tego równania w zbiorze liczb wymiernych są tylko funkcje liniowe postaci {\displaystyle f(x)=cx} dla pewnej liczby wymiernej {\displaystyle c.} W zbiorze liczb rzeczywistych dane równanie ma również rozwiązania nieliniowe, co wynika z aksjomatu wyboru. Jednak rozwiązanie jest liniowe, jeśli spełnia chociaż jeden z poniższych warunków:
- funkcja {\displaystyle f} jest prawostronnie lub lewostronnie ciągła w przynajmniej jednym punkcie,
- funkcja {\displaystyle f} jest ograniczona w pewnym przedziale,
- funkcja {\displaystyle f} jest monotoniczna w pewnym przedziale.

## Rozwiązania w liczbach wymiernych
Twierdzenie: Każde rozwiązanie równania funkcyjnego Cauchy’ego w liczbach wymiernych jest funkcją liniową.
Dowód: Wstawiając do równania {\displaystyle x=y=0} otrzymujemy, że {\displaystyle f(0)=f(0)+f(0),} skąd wynika {\displaystyle f(0)=0.} Zatem {\displaystyle f(-q)=-f(q),} bowiem {\displaystyle 0=f(0)=f(q+(-q))=f(q)+f(-q).}
Dla {\displaystyle n\in \mathbb {N} ,\ q\in \mathbb {Q} } zachodzi {\displaystyle f(nq)=f(q+(n-1)q)=f(q)+f((n-1)q)=f(q)+f(q+(n-2)q)=f(q)+f(q)+f((n-2)q)=\ldots =n\cdot f(q),}
co w połączeniu z poprzednią obserwacją implikuje {\displaystyle f(mq)=m\cdot f(q)} dla {\displaystyle m\in \mathbb {Z} .} Wstawiając {\displaystyle {\frac {q}{n}}} w miejsce {\displaystyle q} otrzymujemy równość {\displaystyle f(q)=f\left(n\cdot {\frac {q}{n}}\right)=nf\left({\frac {q}{n}}\right),} z której wynika {\displaystyle f\left({\frac {q}{n}}\right)={\frac {1}{n}}f(q).}
W takim razie, oznaczając {\displaystyle q={\frac {m}{n}}} dla {\displaystyle m\in \mathbb {Z} ,\ n\in \mathbb {N} } oraz po podstawieniu {\displaystyle f(1)=c,} otrzymujemy tezę, bowiem {\displaystyle f(q)=f\left({\frac {m}{n}}\right)=f\left({\frac {1}{n}}\cdot m\right)={\frac {1}{n}}f(m)={\frac {m}{n}}f(1)=qc.\ \square }.

## Warunki wystarczające na liniowość rozwiązania w liczbach rzeczywistych

### Ciągłość
Twierdzenie: Jeśli funkcja {\displaystyle f:\mathbb {R} \to \mathbb {R} } spełnia równanie Cauchy’ego i jest w przynajmniej jednym punkcie prawostronnie lub lewostronnie ciągła, to jest ona funkcją liniową.
Dowód: Niech {\displaystyle x_{0}} będzie punktem prawostronnej ciągłości funkcji {\displaystyle f,} które spełnia równanie funkcyjne Cauchy’ego (dla ciągłości lewostronnej dowód wygląda analogicznie). Dla dowolnego {\displaystyle x_{1}\in \mathbb {R} } zachodzi
{\displaystyle f(x_{1}+x)=f(x_{0}+x+x_{1}-x_{0})=f(x_{0}+x)+f(x_{1}-x_{0}).}
Gdy {\displaystyle x\to 0^{+},} to istnieje granica prawej strony powyższego wyrażenia, zatem granica lewej strony również musi istnieć i jest ona równa
{\displaystyle \lim \limits _{x\to 0^{+}}f(x_{1}+x)=\lim \limits _{x\to 0^{+}}f(x_{0}+x)+f(x_{1}-x_{0})=f(x_{0})+f(x_{1}-x_{0})=f(x_{0}+x_{1}-x_{0})=f(x_{1}).}
Funkcja {\displaystyle f} jest zatem prawostronnie ciągła w każdym punkcie swojej dziedziny. Dla dowolnego {\displaystyle x\in \mathbb {R} } zachodzi
{\displaystyle f(x)=\lim _{q\to x^{+}}f(q)=\lim _{q\to x^{+}}cq=cx,}
gdzie liczby {\displaystyle q\in \mathbb {Q} ,} a z rozwiązania równania w liczbach wymiernych wynika, że {\displaystyle f(q)=cq.} Funkcja {\displaystyle f} jest więc ciągła. {\displaystyle \square }

### Ograniczoność
Twierdzenie: Jeśli funkcja {\displaystyle f:\mathbb {R} \to \mathbb {R} } spełnia równanie Cauchy’ego i jest w pewnym przedziale ograniczona, to jest funkcją liniową.
Dowód: Niech funkcja {\displaystyle f} spełnia równanie Cauchy’ego i jest ograniczona w przedziale {\displaystyle [a,b],} gdzie {\displaystyle a<b.} Funkcja {\displaystyle f} jest w takim razie ograniczona również w przedziale {\displaystyle [0,b-a],} bowiem {\displaystyle f(x)=f(a+x)-f(a),} a prawa strona podanej równości jest ograniczona w tym przedziale. Dla argumentów z tego przedziału zachodzi zatem ograniczenie {\displaystyle |f(x)|\leqslant K.} Dla {\displaystyle x\in [0,b-a]} zachodzi zatem
{\displaystyle |f(x)|={\frac {\left|f\left(\left\lfloor {\frac {b-a}{x}}\right\rfloor \cdot x\right)\right|}{\left\lfloor {\frac {b-a}{x}}\right\rfloor }}\leqslant {\frac {K}{\left\lfloor {\frac {b-a}{x}}\right\rfloor }}.}
Przy {\displaystyle x\to 0^{+}} prawa strona nierówności zbiega do 0, zatem {\displaystyle \lim _{x\to 0^{+}}f(x)=0,} ale z drugiej strony {\displaystyle f(0)=0,} więc funkcja ta ma w zerze punkt prawostronnej ciągłości. Na mocy poprzedniego twierdzenia musi ona być funkcją liniową. {\displaystyle \square }

### Monotoniczność
Twierdzenie: Jeśli funkcja {\displaystyle f:\mathbb {R} \to \mathbb {R} } spełnia równanie Cauchy’ego i jest na pewnym przedziale monotoniczna, to jest ona funkcją liniową.
Dowód: Dowód wynika wprost z tego, że każda funkcja monotoniczna posiada w przedziale monotoniczności punkt ciągłości. Alternatywnie dowód wynika stąd, że funkcja monotoniczna w przedziale {\displaystyle [a,b]} jest w nim ograniczona przez {\displaystyle f(a)} i {\displaystyle f(b).} {\displaystyle \square }

## Istnienie nieliniowych rozwiązań w liczbach rzeczywistych
Twierdzenie: W liczbach rzeczywistych istnieją nieliniowe rozwiązania równania funkcyjnego Cauchy’ego. Ich istnienie wymaga jednak założenia aksjomatu wyboru.
Dowód: Rozpatrzmy przestrzeń wektorową {\displaystyle \mathbb {R} (\mathbb {Q} ).} Z równoważnego aksjomatowi wyboru lematu Kuratowskiego-Zorna wynika, że przestrzeń ta ma pewną bazę {\displaystyle {\mathcal {B}}=\{x_{i}\}_{i\in I}.} Każdą liczbę rzeczywistą {\displaystyle x} można więc jednoznacznie przedstawić jako sumę {\displaystyle x=\sum _{i\in I}x_{i}\lambda _{i},} gdzie {\displaystyle \lambda _{i}} są skalarami z ciała {\displaystyle \mathbb {Q} } i tylko skończenie wiele spośród nich jest różnych od zera. Możemy przyjąć dowolne wartości dla funkcji {\displaystyle f} na wektorach bazowych i określić wzór {\displaystyle f} następująco:
{\displaystyle f(x)=f\left(\sum _{i\in I}x_{i}\lambda _{i}\right)=\sum _{i\in I}f(x_{i})\lambda _{i}.}
Taka funkcja jest rzeczywiście dobrze określona, co wynika z jedyności rozkładu liczb rzeczywistych na wektory bazowe. Ponadto jest ona rozwiązaniem równania funkcyjnego Cauchy’ego, bowiem dla dowolnych rzeczywistych {\displaystyle x=\sum _{i\in I}x_{i}p_{i},\ y=\sum _{i\in I}x_{i}q_{i}} zachodzi {\displaystyle x+y=\sum _{i\in I}x_{i}(p_{i}+q_{i}),} a także
{\displaystyle f(x)+f(y)=\sum _{i\in I}f(x_{i})p_{i}+\sum _{i\in I}f(x_{i})q_{i}=\sum _{i\in I}f(x_{i})(p_{i}+q_{i})=f(x+y).}
Tak określona funkcja {\displaystyle f} jest liniowa wtedy i tylko wtedy, gdy wyrażenie {\displaystyle {\frac {f(x_{i})}{x_{i}}}} ma stałą wartość dla każdego {\displaystyle x_{i}\in {\mathcal {B}}.} Aby otrzymać nieliniowe rozwiązanie wystarczy tak dobrać wartości na wektorach bazowych, żeby warunek ten nie był spełniony. {\displaystyle \square }

## Własności nieliniowych rozwiązań
Twierdzenie: Wykres każdego nieliniowego rozwiązania równania funkcyjnego Cauchy’ego w liczbach rzeczywistych jest gęsty w {\displaystyle \mathbb {R} ^{2}.}
Dowód: Bez straty ogólności załóżmy, że {\displaystyle f(1)=1} (jeśli {\displaystyle f(1)\neq 1} i {\displaystyle f(1)\neq 0,} to jest to tylko kwestia pomnożenia przez stałą). W takim razie {\displaystyle f(q)=q} dla {\displaystyle q\in \mathbb {Q} .} Ponieważ funkcja ta jest nieliniowa, to istnieje takie {\displaystyle \alpha \in \mathbb {R} ,} że {\displaystyle f(\alpha )\neq \alpha ,} czyli {\displaystyle f(\alpha )=\alpha +\delta ,} dla pewnego {\displaystyle \delta \neq 0.} Weźmy dowolne koło o środku w punkcie {\displaystyle (x,y)} i promieniu {\displaystyle r,} gdzie {\displaystyle x,y,r\in \mathbb {Q} } (jest to wystarczające, ponieważ {\displaystyle \mathbb {Q} ^{2}} jest gęste w {\displaystyle \mathbb {R} ^{2}}). Niech {\displaystyle \beta ={\frac {y-x}{\delta }}} i {\displaystyle b\neq 0} będzie taką liczbą wymierną, że {\displaystyle |\beta -b|<{\frac {r}{3|\delta |}}.} Ponadto niech {\displaystyle a} będzie taką liczbą wymierną, że {\displaystyle |\alpha -a|<{\frac {r}{3|b|}}.} Weźmy {\displaystyle X=x+b(\alpha -a).} Wtedy:
{\displaystyle Y=f(X)=f(x+b(\alpha -a))=x+bf(\alpha )-bf(a)=y-\delta \beta +b(\alpha +\delta )-ab=y+b(\alpha -a)+\delta (b-\beta )}
{\displaystyle (Y-y)^{2}+(X-x^{2})={\big (}b(\alpha -a)+\delta (b-\beta ){\big )}^{2}+{\big (}b(\alpha -a){\big )}^{2}<\left({\frac {r}{3}}+{\frac {r}{3}}\right)^{2}+\left({\frac {r}{3}}\right)^{2}={\frac {5}{9}}r^{2}<r^{2}.}
Punkt {\displaystyle (X,Y)} należy do wnętrza koła, co dowodzi gęstości wykresu funkcji.
Dla {\displaystyle f(1)=0} dowód wygląda podobnie.
Oznaczamy {\displaystyle f(\alpha )=\delta \neq 0,\ \beta ={\frac {y}{\delta }}} oraz dobieramy {\displaystyle a,b\in \mathbb {Q} } w ten sposób, aby spełniały {\displaystyle |\beta -b|<{\frac {r}{3|\delta |}},\ |\alpha -a|<{\frac {r}{3|b|}}.}
Podstawiając {\displaystyle X=x+b(\alpha -a)} otrzymujemy {\displaystyle Y=f(X)=b\delta .} Zatem
{\displaystyle (Y-y)^{2}+(X-x)^{2}=(b\delta -\beta \delta )^{2}+(b(\alpha -a))^{2}<{\frac {r^{2}}{9}}+{\frac {r^{2}}{9}}<r^{2}.}
W takim razie punkt {\displaystyle (X,Y)} należy do wnętrza koła, co kończy dowód przypadku, gdy {\displaystyle f(1)=0.\ \square }